# Notodytes variabilis
Notodytes variabilis là một loài ruồi trong họ Tachinidae.